# Parastephanops echinatus
Parastephanops echinatus är en spindelart som först beskrevs av Banks 1914.  Parastephanops echinatus ingår i släktet Parastephanops och familjen krabbspindlar.
Artens utbredningsområde är Kuba. Inga underarter finns listade i Catalogue of Life.